# Year of the Goat
Year of the Goat è una compilation del gruppo musicale Morbid, pubblicata nel 2011 dalla Century Media Records.

## Tracce
CD 1 - Likvaka
1. My Dark Subconscious – 4:41
2. Wings of Funeral – 3:47
3. From the Dark – 6:00
4. Disgusting Semla – 3:19
5. My Dark Subconscious – 4:38
6. Wings of Funeral – 4:07
7. Tragic Dream / From the Dark – 8:33
8. Citythrasher – 1:07
9. Deathexecution – 4:08
10. Disgusting Semla – 2:09
11. Outro – 0:41

CD 2 - Dödsryck
1. Intro - Crucifix Masturbation – 3:12
2. My Dark Subconscious – 4:46
3. Deathexecution – 4:40
4. Wings of Funeral – 3:38
5. Citythrasher (Schnabelkäse) – 1:19
6. Necrodead – 3:02
7. Tragic Dream – 1:16
8. Disgusting Semla – 1:50
9. From the Dark – 6:33
10. Wings of Funeral – 4:02
11. Deathexecution – 4:58
12. From the Dark – 8:05
13. Necrodead – 3:10
14. Disgusting Semla – 2:32
15. Wings of Funeral – 3:41
16. Citythrasher – 1:25
17. Deathexecution – 5:05
18. My Dark Subconscious – 4:50
19. Necrodead – 3:13